# Fuente de Cantos
Fuente de Cantos ist eine südwestspanische Kleinstadt und eine Gemeinde (municipio) mit 4.592 Einwohnern (Stand: 2024) im Süden der Provinz Badajoz in der Autonomen Gemeinschaft Extremadura. Der Ort liegt an der schon in der Antike bekannten, im Mittelalter jedoch hauptsächlich als Pilgerweg (camino) nach Santiago de Compostela genutzten Via de la Plata.

## Lage und Klima
Die etwa 585 m hoch gelegene Kleinstadt Fuente de Cantos liegt an der Verbindungsstraße zwischen Sevilla (ca. 112 km südlich) und Mérida (ca. 80 km nördlich). Ca. 30 km trennen den Ort von der östlich gelegenen sehenswerten Kleinstadt Llerena. Das Klima ist gemäßigt bis warm; Regen (ca. 695 mm/Jahr) fällt überwiegend im Winterhalbjahr.

## Bevölkerungsentwicklung
| Jahr      | 1857  | 1900  | 1950   | 2000  | 2021  |
| Einwohner | 6.386 | 8.507 | 10.027 | 5.039 | 4.684 |

Aufgrund der zunehmenden Mechanisierung der Landwirtschaft, der Aufgabe bäuerlicher Kleinbetriebe („Höfesterben“) und dem daraus entstandenen Mangel an Arbeitsplätzen wanderten viele Familien und Einzelpersonen seit der Mitte des 20. Jahrhunderts in die größeren Städte ab („Landflucht“).

## Wirtschaft
An erster Stelle im Wirtschaftsleben der Gemeinde steht traditionell die ursprünglich zur Selbstversorgung betriebene Landwirtschaft. Auf den Feldern wurden Weizen, Gerste, Wein etc. kultiviert; die Hausgärten lieferten Gemüse und später auch Kartoffeln und Tomaten. Heute werden in den ausgedehnten Steineichenwäldern Schweine gehalten, deren Schinken zu Jamón Ibérico weiterverarbeitet werden.

## Geschichte

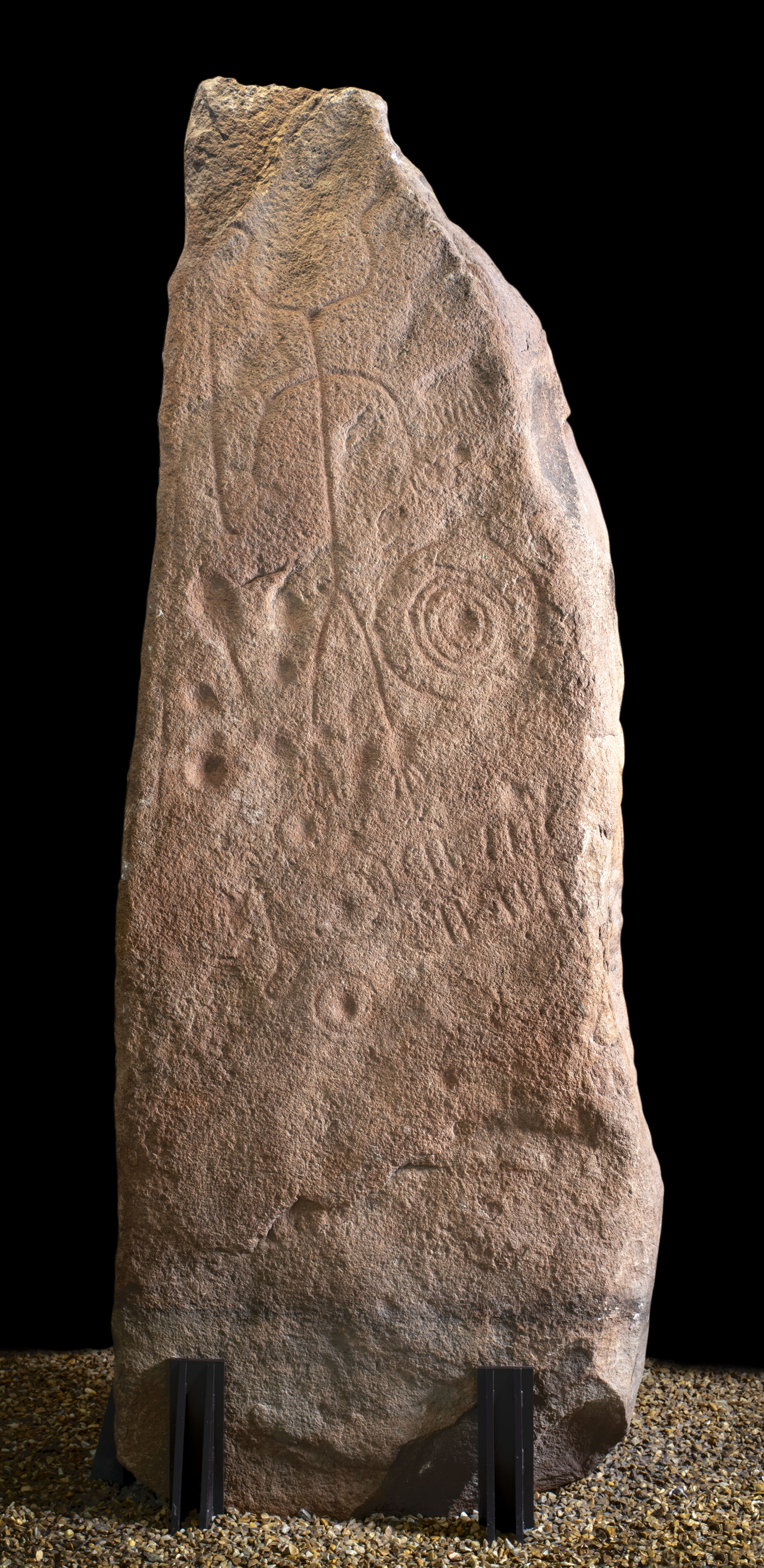
Stele von Fuente de Cantos

Eine auf dem Gemeindegebiet von Fuente de Cantos gefundene im Museo Arqueológico Nacional de España in Madrid aufbewahrte Stele etwa 2,3 m hohe, mit zahlreichen Ornamenten (darunter auch ein „Strichmännchen“) stammt aus der Bronze- oder Eisenzeit. 
Die Kleinstadt liegt an der bereits in der Antike genutzten Handels- und Militärstraße der Via de la Plata, die von Hispalis (Sevilla) über Emerita Augusta (Merida) nach Asturica Augusta (Astorga) führte. Westgotische und selbst maurische Spuren fehlen. Im Jahr 1247 wurden der im 13. Jahrhundert erstmals urkundlich erwähnte Ort und sein Umland durch Truppen Ferdinands III. von Kastilien zurückerobert (reconquista) und anschließend mit Christen aus dem Norden der Iberischen Halbinsel wiederbesiedelt (repoblación). In dieser Zeit wandelte sich der alte Handelsweg zu einem Pilgerweg zum Grab des Apostels Jakobus in Santiago de Compostela. Das Gebiet stand lange Zeit unter der Verwaltung des Santiagoordens, dessen regionales Zentrum in der ca. 30 km östlich gelegenen Kleinstadt Llerena lag. Im 16. Jahrhundert wanderten viele Einwohner nach Neuspanien aus.

## Sehenswürdigkeiten

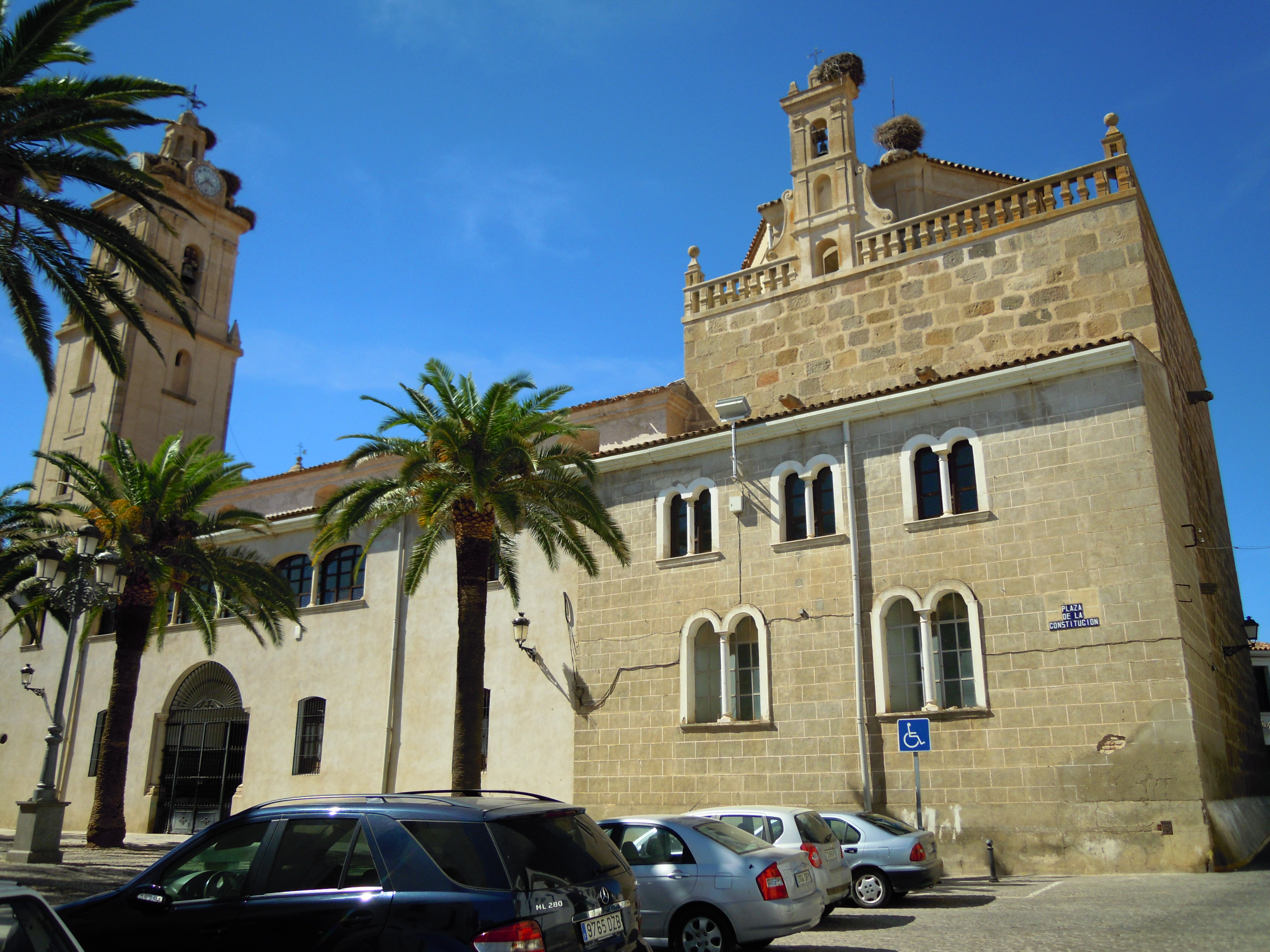
Iglesia de Nuestra Señora de la Granada

- Die Iglesia de Nuestra Señora de la Granada entstand im 15. und 16. Jahrhundert. Es ist ein einschiffiger Bau mit mehreren Seitenaltären und einen Hauptaltar im Stil des Churriguerismus. Das Langhaus wird von einem Tonnengewölbe mit Stichkappen überspannt; der Chorbereich ist überkuppelt.
- Mehrere Kapellen (ermitas) bereichern das Ortsbild.
- Am Stadtrand entstand im frühen 17. Jahrhundert der dem Apostel Jakobus geweihte Franziskanerkonvent Convento de San Diego, dessen einschiffige Kirche eine Breite von immerhin 25 m hat.
- Das Geburtshaus des Malers Francisco des Zurbarán ist zu einem Museum umgebaut worden.[5]
- Die zu Beginn des 20. Jahrhunderts erbaute Getreidemühle der Fábrica Harinera wurde zu einem Hotel umgebaut.[6]

## Persönlichkeiten
- Francisco de Zurbarán (1598–1664), Maler
- Nicolás Megía Márquez (1845–1917), Maler